# Jasné nebezpečí
Jasné nebezpečí (v anglickém originále Clear and Present Danger) je americký film z roku 1994. Politický akční thriller natočil režisér Phillip Noyce podle stejnojmenné knihy Toma Clancyho, kterou do scénáře převedli Donald Stewart, Steven Zaillian a John Milius. Harrison Ford se už podruhé – po Vysoké hře patriotů (1992) – chopil role agenta CIA Jacka Ryana, který bojuje proti kolumbijské drogové mafii i korupci ve vlastních řadách. Společnost Paramount Pictures snímek uvedla do amerických kin 5. srpna 1994.

## Postavy a obsazení
| Harrison Ford      | Jack Ryan, agent CIA                                           |
| Willem Dafoe       | John Clark, agent CIA                                          |
| Anne Archerová     | Cathy Muller Ryanová                                           |
| Joaquim de Almeida | plukovník Felix Cortez                                         |
| Henry Czerny       | Robert Ritter, zástupce ředitele CIA pro operace               |
| Harris Yulin       | James Cutter, poradce pro národní bezpečnost                   |
| Donald Moffat      | prezident Bennett                                              |
| Miguel Sandoval    | Ernesto Escobedo, vůdce drogového kartelu                      |
| Benjamin Bratt     | kapitán Ramirez                                                |
| James Earl Jones   | admirál James Greer, zástupce ředitele CIA pro výzvědné služby |
| Greg Germann       | Petey                                                          |